# Лоосі
Лоосі (ест. Loosi) — село в Естонії, входить до складу волості Вастселійна, повіту Вирумаа.